# Trinidad (Kuba)

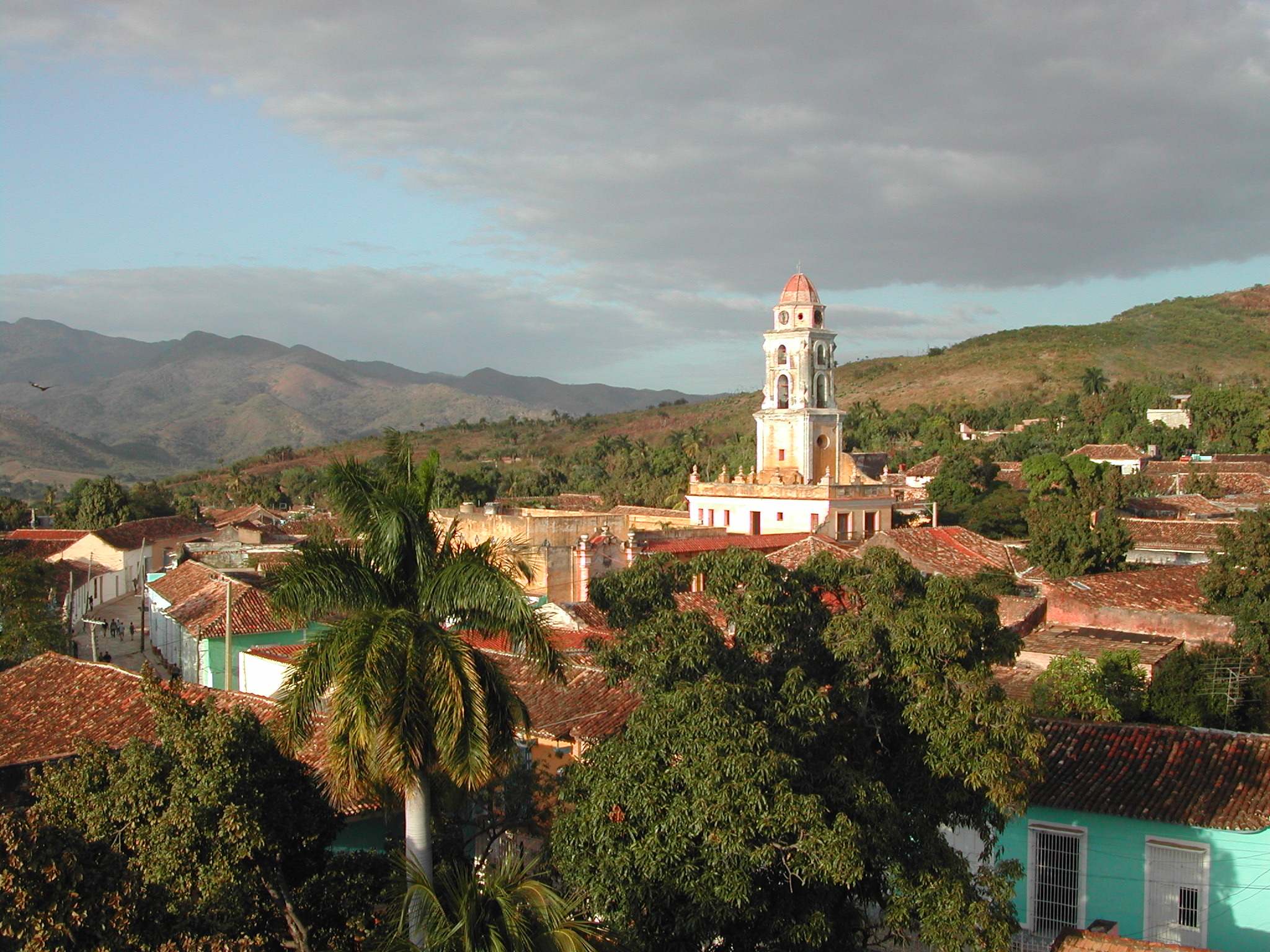
Trinidad in Kuba

Trinidad ist eine Stadt und eine Gemeinde in der Provinz Sancti Spíritus an der zentralen Südküste Kubas. In dem Municipio leben 74.739 Menschen (Zensus 2012) auf einer Fläche von 1166,74 km². Das entspricht einer Bevölkerungsdichte von 64 Einwohnern pro km².

## Geschichte
Trinidad wurde 1514 von dem spanischen Eroberer Diego Velázquez de Cuéllar unter dem Namen „Villa De la Santísima Trinidad“ gegründet. Es war nach Baracoa und Bayamo die dritte spanische Siedlungsgründung. 1519 starteten die Konquistadoren unter Hernán Cortés von Trinidad zu ihren Eroberungszügen nach Mexiko. In Trinidad hatte man zunächst gehofft, in den nahe gelegenen Flüssen Gold zu finden. Als sich die Pläne jedoch als unrealistisch erwiesen hatten, lebte man bis in das 18. Jahrhundert hinein hauptsächlich vom Schmuggel.
Seinen Aufstieg zu einer wohlhabenden Stadt verdankt Trinidad dem Zucker und dem damit verbundenen Sklavenhandel. Bis zur Mitte des 19. Jahrhunderts war Trinidad eine der bedeutendsten Zuckermetropolen Kubas. Daneben wurden erfolgreich Tabakanbau und Viehzucht betrieben, sodass sich zwischen 1780 und 1830 die Bevölkerung vervierfachte. Den Aufschwung von Trinidad zur drittgrößten Stadt Kubas konnten auch dreimalige Plünderungen durch Piraten nicht stoppen. Zu den größten Zuckerrohrplantagen entwickelte sich das Valle de los Ingenios, wo die Pflanzerfamilie Iznaga 1830 mit dem Bau von Zuckermühlen begann. 1846 erreichte die Zuckerproduktion mit 7700 Tonnen ihren Höchststand. Während seiner Forschungsreise durch die Amerikanischen Tropen (1799–1804) hielt sich Alexander von Humboldt 1801 für kurze Zeit in Trinidad auf.
Als mit dem verstärkten Anbau der Zuckerrübe in Europa Ende des 19. Jahrhunderts die Zuckerproduktion aus Zuckerrohr drastisch zurückging, endete die Blütephase der Stadt. Trinidad verlor seine Vormachtstellung in der Region an das benachbarte Cienfuegos, das durch die Erschließung neuer Verkehrswege und den Ausbau seines Hafens seinerseits einen Aufschwung erlebte. Trinidad versank in die Bedeutungslosigkeit, konnte aber sein mittelalterliches Straßenbild und teilweise auch die Prachtbauten rund um den Plaza Major erhalten. Erst in den 1950er Jahren erlebte Trinidad wieder einen Aufschwung durch die neuen Straßenverbindungen nach Cienfuegos und Sancti Spíritus. In der ersten Hälfte der 1960er Jahre war die wenige Kilometer nördlich der Stadt gelegene Sierra de Escambray Rückzugsgebiet konterrevolutionärer Gruppen. Seit 1988 ist die Stadt gemeinsam mit den 20 km außerhalb liegenden Zuckerrohrplantagen von Valle de los Ingenios Weltkulturerbe der UNESCO.

## Sehenswürdigkeiten
Eine der größten Touristenattraktionen ist die Plaza Mayor, deren Flair noch heute an die Kolonialzeit erinnert. Alle bedeutenden Museen sind rund um diesen Platz zu finden, etwa das Museo Romántico im ehemaligen Palacio Brunet und das Architekturmuseum.
Die Plaza Mayor war der Ausgangspunkt für die Restaurierung der Stadt in den 1980er Jahren, kurz bevor die Stadt zum Weltkulturerbe der UNESCO erklärt wird. Daneben sind Plazuela Las Tres Palmitas und Plaza de Santa Ana weitere Orte von großem Interesse. Plaza de Santa Ana war der Hauptzugangspunkt um in das Valle de los Ingenios zu gehen und befindet sich außerdem in der Nähe der Plaza Mayor, etwa 500 Meter entfernt.
Das koloniale Zentrum mit etwa 600 m Durchmesser ist zum großen Teil erhalten, die meisten Häuser werden bewohnt.
Ausflugsziele in der Nähe von Trinidad sind der Nationalpark Topes de Collantes in der Sierra de Escambray, das Zuckerrohrtal Valle de los Ingenios und die Halbinsel Ancón mit Sandstränden und Schnorchelmöglichkeiten.

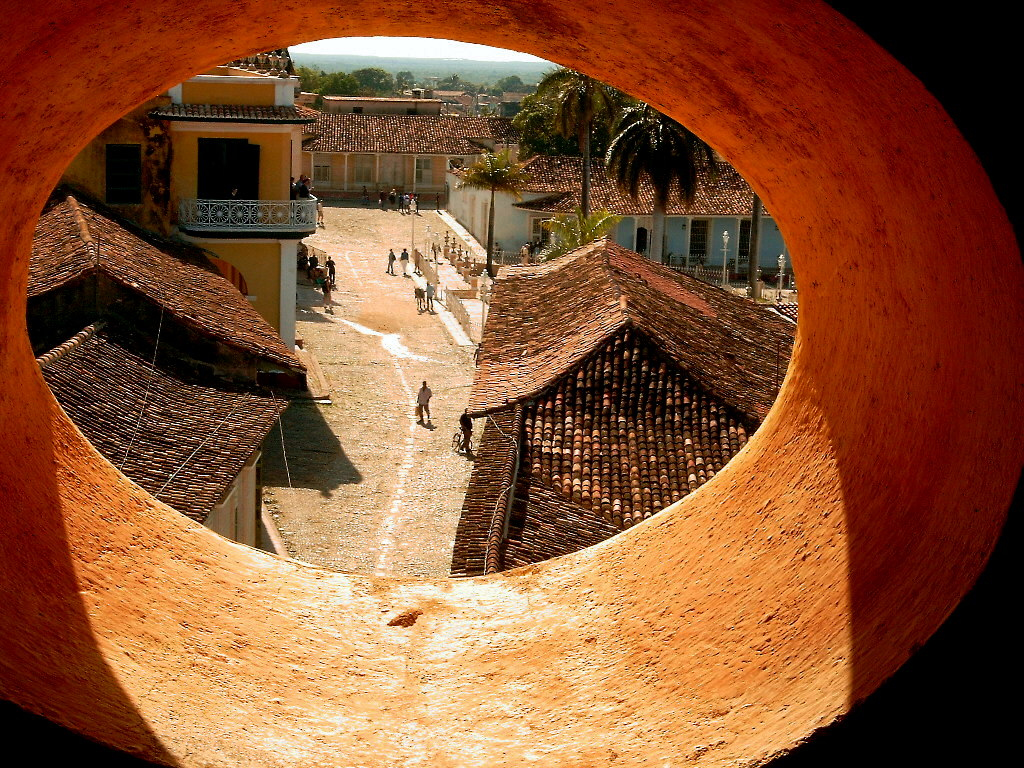
Blick aus dem Glockenturm des ehemaligen Franziskanerklosters
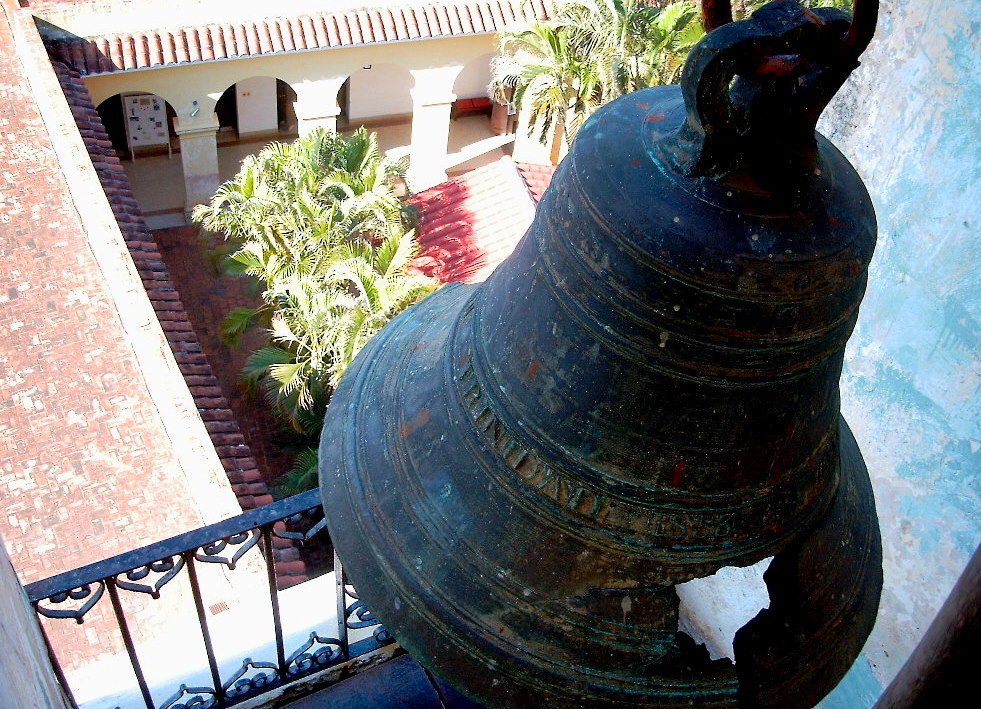
Blick aus dem Glockenturm des ehemaligen Franziskanerklosters
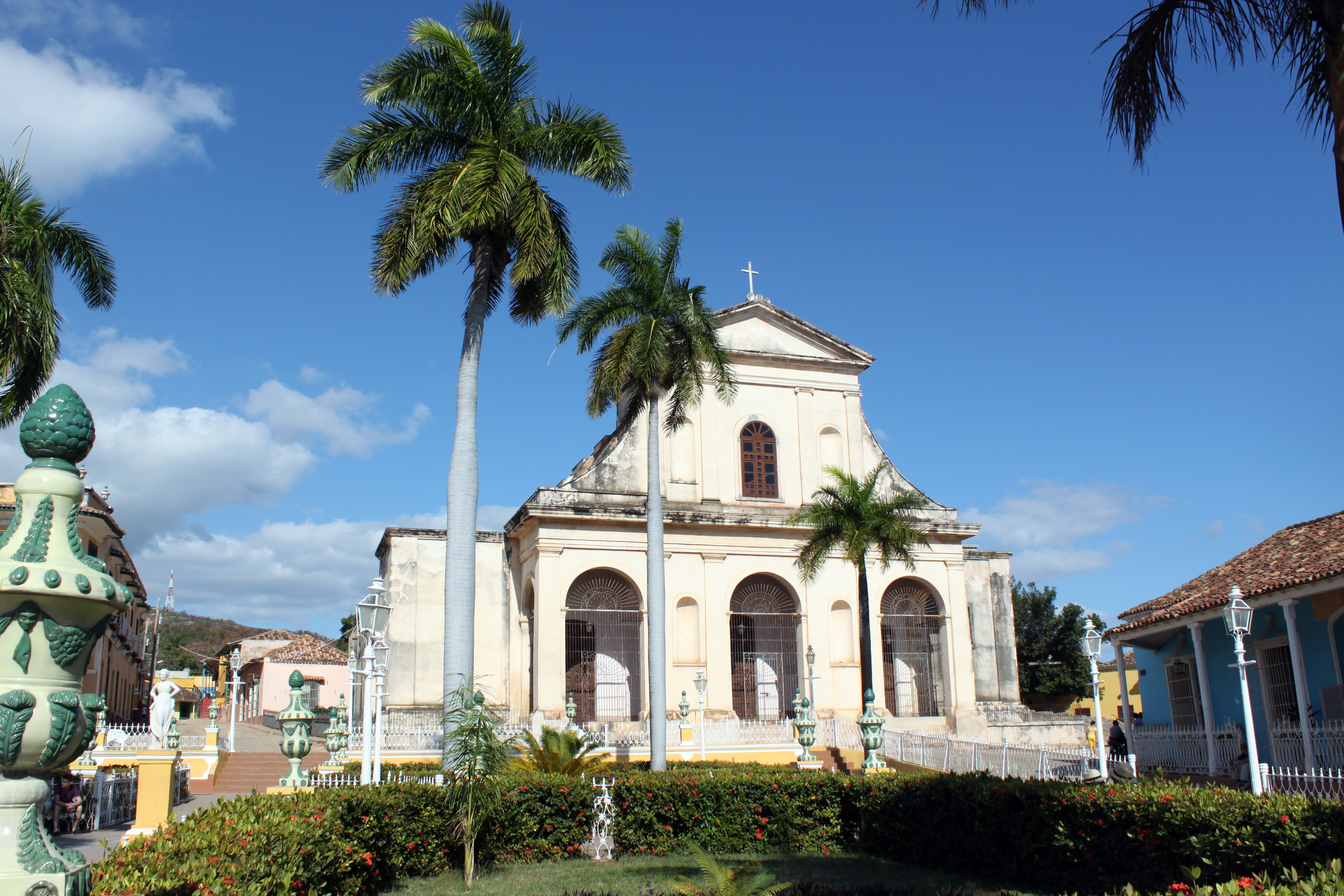
Kirche der Heiligen Dreifaltigkeit an der Plaza Mayor
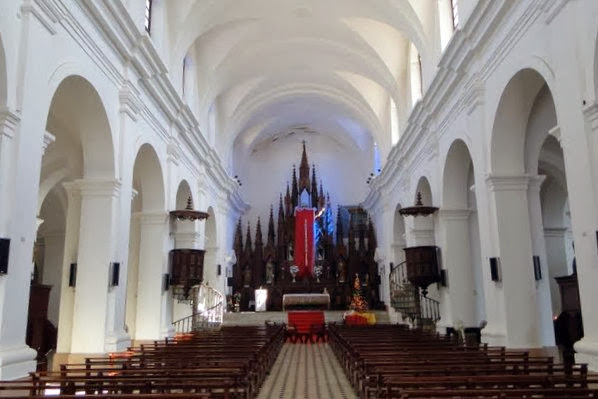
Kirche der Heiligen Dreifaltigkeit (Innenansicht)
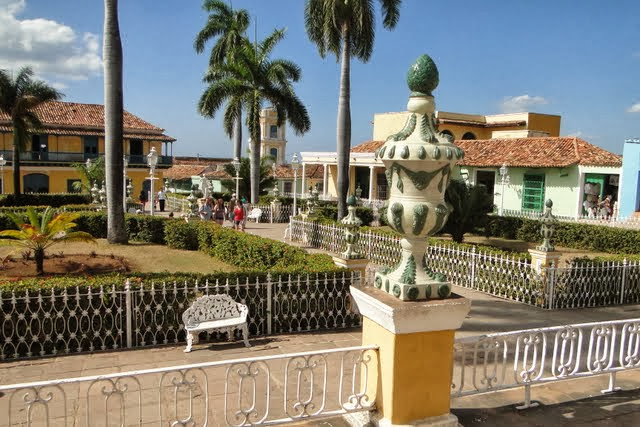
Plaza Mayor

## Söhne und Töchter der Stadt
- José Manuel Jiménez Berroa (1855–1917), Pianist und Komponist
- Julio Cueva (1897–1975), Trompeter und Komponist
- Carlos Díaz (1930–2002), Sänger
- Alain Pérez (* 1977), Bassist, Komponist, Musikproduzent
- Yaniel Carrero (* 1995), Sprinter